# Milan Nenadić
Milan Nenadić (Drenovac Banski, Yugoslavia, 12 de agosto de 1943-Zrenjanin, Serbia, 16 de enero de 2024) fue un deportista yugoslavo-serbio especialista en lucha grecorromana donde llegó a ser medallista de bronce olímpico en Múnich 1972.

## Carrera deportiva
En los Juegos Olímpicos de 1972 celebrados en Múnich ganó la medalla de bronce en lucha grecorromana de pesos de hasta 82 kg, tras el luchador húngaro Csaba Hegedűs (oro) y el soviético Anatoly Nazarenko (plata).